# Videopac
Pour les articles homonymes, voir Odyssey.
Le Videopac est une console de jeux vidéo conçue par Magnavox, fabriquée par Philips et commercialisée à la fin des années 1970 et au début des années 1980 sous les marques Philips (Videopac/Odyssey), Radiola-Radiotechnique (Videopac), Schneider (Videopac), Siera (Videopac), Magnavox (Odyssey²), Brandt (Jopac), Continental Edison (Jopac) et Saba (Jopac).

## Historique
À la fin des années 1970, après avoir racheté Magnavox, Philips décide de se lancer sur le marché des consoles de jeux vidéo en fabriquant le Videopac, un clone de l'Odyssey² lancé en 1978 aux États-Unis et de la commercialiser en Europe (dès 1979) mais  également en Amérique du Sud (principalement au Brésil) sous le nom Odyssey via plusieurs marques appartenant au groupe néerlandais (Radiola, Schneider, Siera, Magnavox, ...). La commercialisation en Amérique du Nord continua d'être assurée par Magnavox sous le nom Odyssey².
La commercialisation du Videopac via tout un ensemble de marques faisait partie d'une stratégie visant à faire passer la gamme Videopac pour un standard (un peu à la manière du standard japonais MSX) aux yeux du grand public. Cette stratégie avait d'ailleurs déjà été utilisée par le groupe pour imposer sa technologie de magnétoscopes et de cassettes vidéo Video 2000 concurrente des formats VHS de JVC et Betamax de Sony. Au début des années 1980, un accord a même été passé avec le groupe Thomson. C'est pourquoi on trouve également des machines compatibles Videopac estampillées des marques du groupe français (Brandt, Continental Edison, Saba). Cependant pour marquer une certaine différence, ces machines faisaient partie de la gamme Jopac.

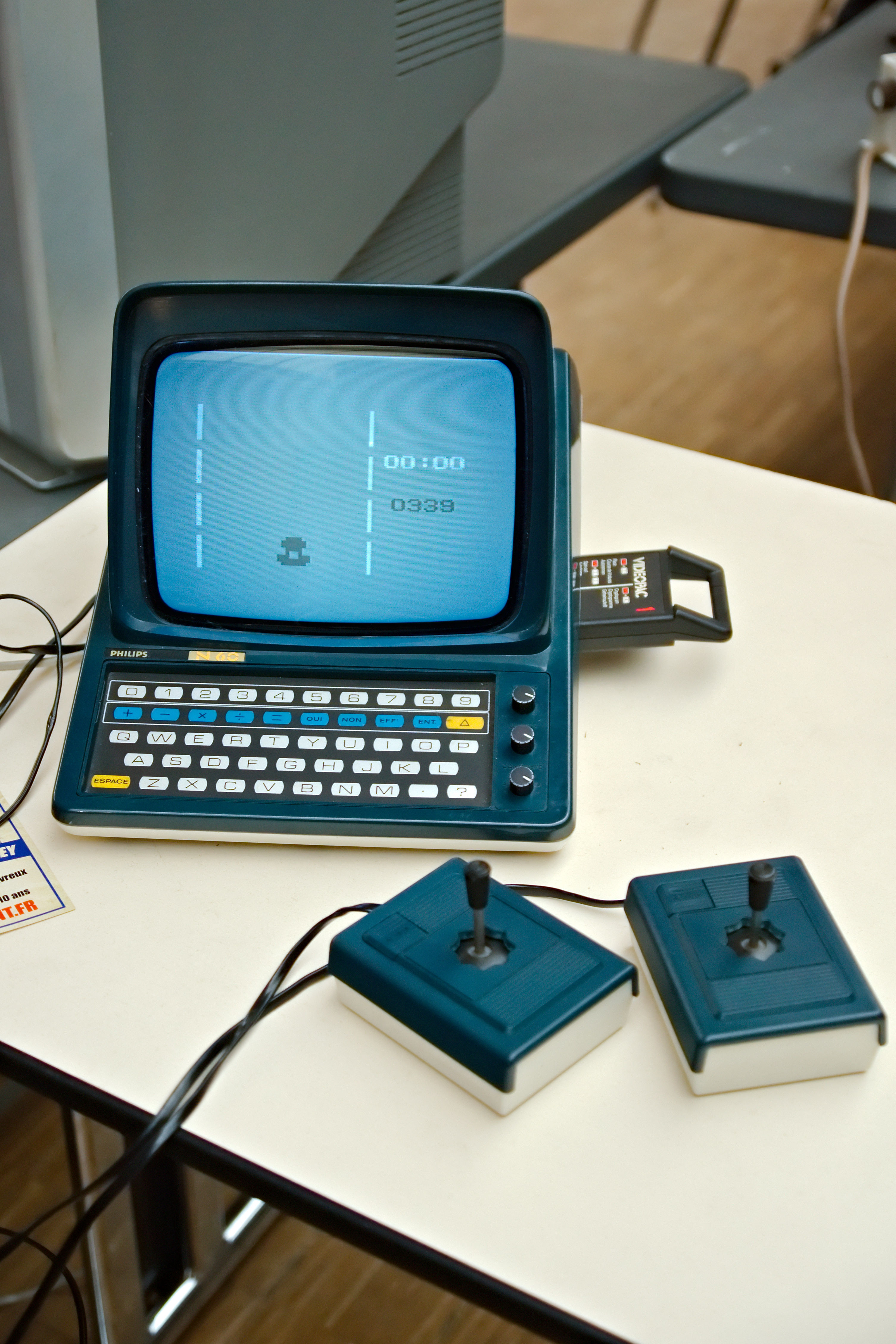
Philips Videopac N60.

Le Videopac qui avait pour but de concurrencer l'Atari 2600 a d'abord été lancé dans une version G7000 (Jet 25 chez Radiola, 7000 chez Schneider ou encore C52 chez Philips pour la France) prévue pour se brancher sur le téléviseur familial puis dans une version G7200 (Jet 27 chez Radiola, 7200 chez Schneider) intégrant son propre écran noir et blanc de 9 pouces de diagonale. Ont suivi par la suite, l'extension C7010 (Module d'Echecs équipé d'un processeur Z80) puis le Philips N60, une version plus compacte du G7200 et enfin la Videopac+ (G7400/Jet 47/74+) / Jopac (Brandt JO7400,/Continental Edison JO 1450) (JO pour Jeux Ordinateur et pac en référence à Videopac) en 1983, une version améliorée dotée d'une sortie péritel et capable d'afficher des décors et l'extension C7420 (Module Ordinateur Personnel) spécifiquement dédiée à la série des Videopac+. En 1984 sort le G7401 (Jet 471/741+), une variante du G7400 avec uniquement une sortie péritel.
Ces jeux ont été « européanisés » à La Radiotechnique (filiale de Philips) à Suresnes et fabriqués principalement dans ses usines de Dreux ou du Mans.

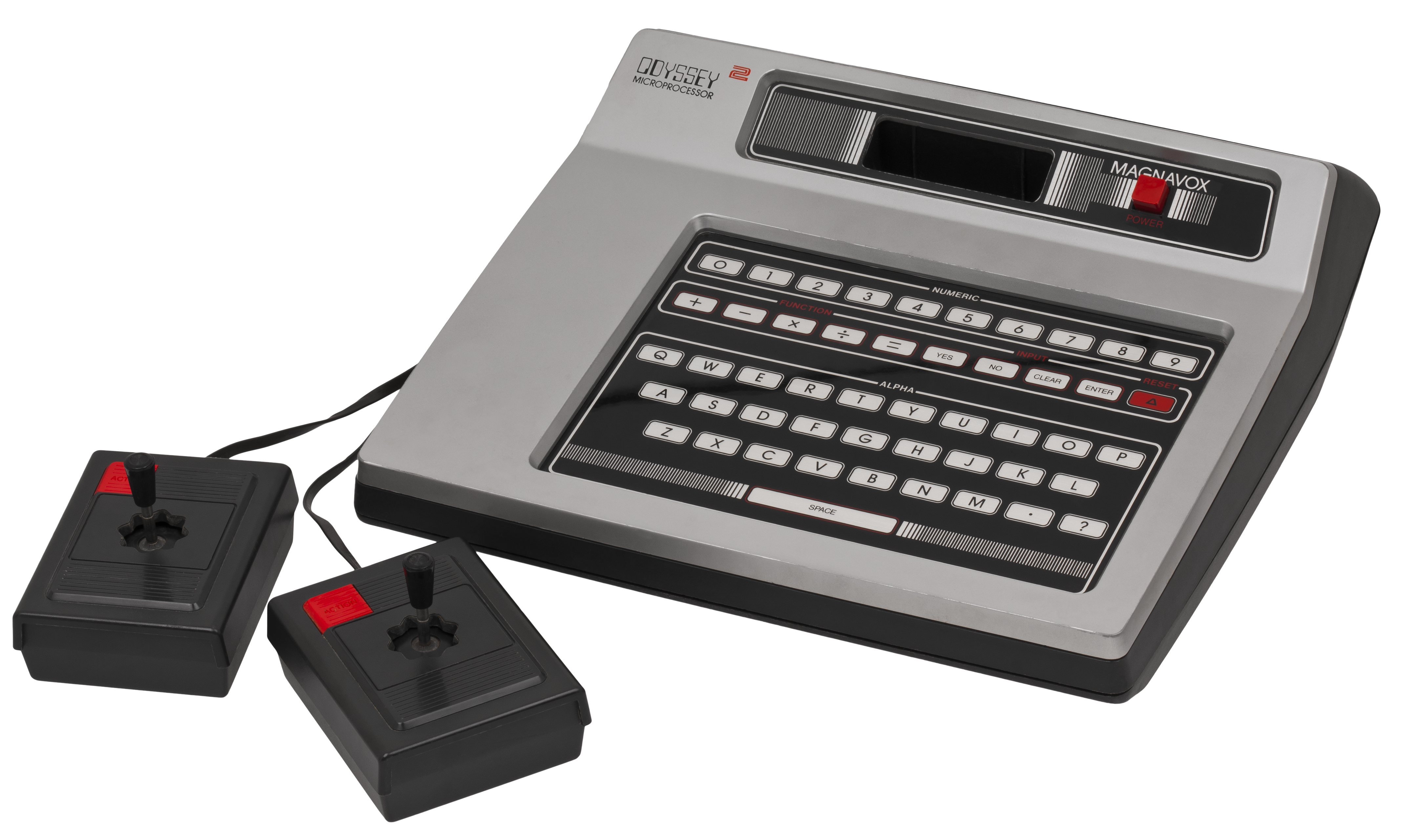
Magnavox Odyssey².

La Magnavox Odyssey² commercialisée aux États-Unis n'a jamais eu de version + (qui se serait alors appelée Odyssey³ voire Odyssey³ Command Center). Elle a cependant eu le droit à un module de synthèse vocale, inédit en Europe. L'Odyssey² a également été commercialisée au Japon toujours sous la marque Magnavox à partir de décembre 1982. Les cartouches américaines étaient simplement rebadgées à l'aide d'autocollants sur lesquels figurait une traduction des titres des jeux.
Il y eut donc deux générations de cartouches, les cartouches Videopac et les cartouches Videopac+ permettant aux versions les plus évoluées d'afficher des graphismes en « haute résolution » en arrière-plan ce qui améliorait nettement le rendu visuel des jeux. Les cartouches étaient dans leur grande majorité compatibles avec toutes les versions de consoles Videopac/Jopac, cependant parmi les dernières cartouches Videopac+/Jopac+ certaines n'étaient prévues pour fonctionner que sur les dernières générations de consoles.
Techniquement, en raison du choix d'utiliser un microcontrôleur plutôt qu'un authentique microprocesseur, le Videopac était plutôt en retard par rapport à ses concurrents mais cela n'a pas empêché la version G7000 de rencontrer un certain succès, en Europe tout du moins.

## Spécifications techniques

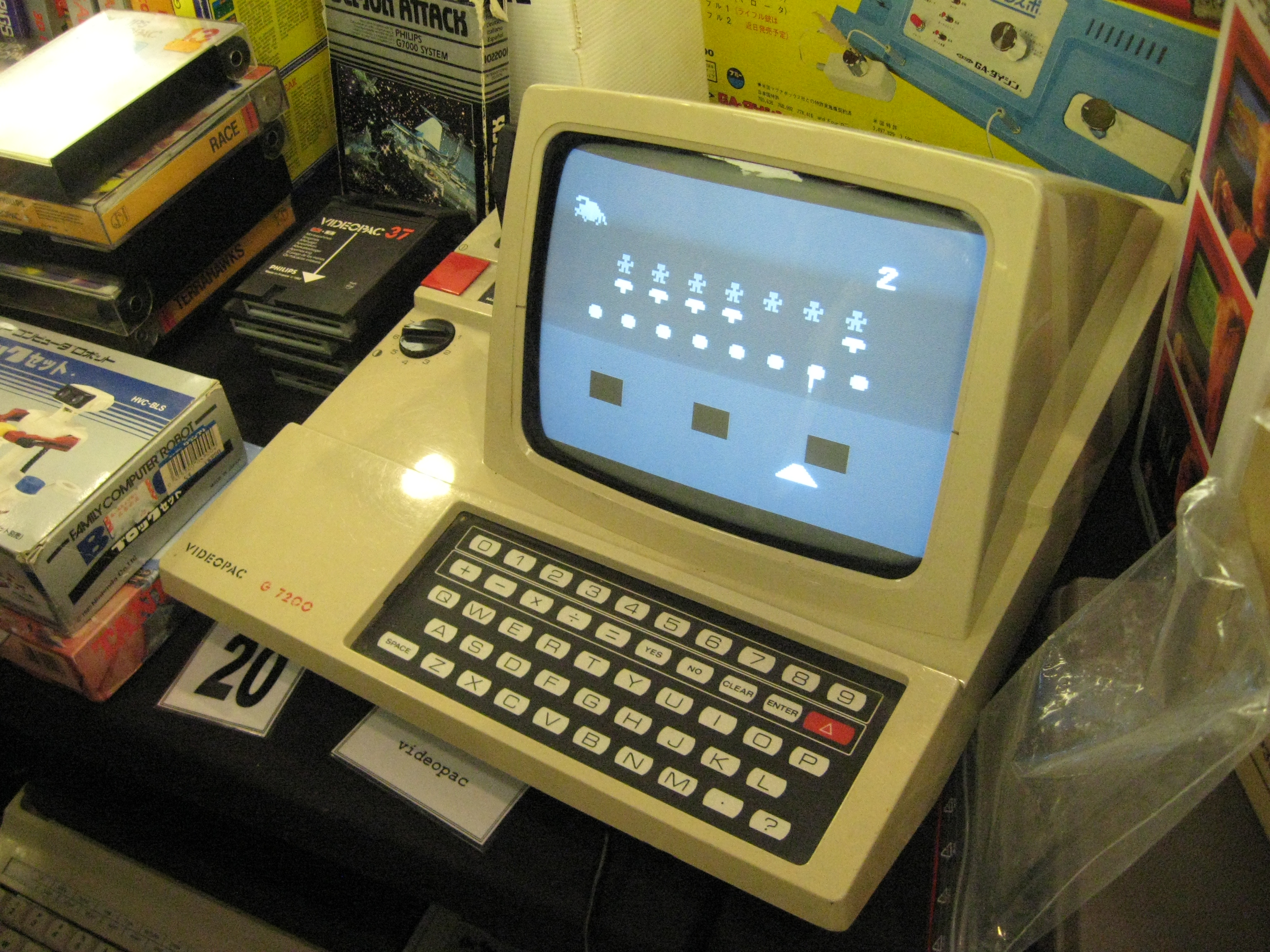
La version G7200, avec son écran intégré noir et blanc de neuf pouces.

- Processeur principal : microcontrôleur Intel 8048 cadencé à 1,79 MHz
- Mémoire vive : 256 octets et 64 octets intégrés au microcontrôleur
- Mémoire morte : 1 kio de ROM
- Graphisme : 128 × 64 × 16 couleurs
- Écran (version G7200/Jet 27/7200 uniquement) : Philips 9" Noir et blanc
- Son : 1 canal, 8 voies
- Clavier : QWERTY plat sensitif (49 touches[5])
- Médias : cartouches allant de 1 à 8 kio
- Périphériques : 2 manettes 8 directions dotées d'un bouton « Action »

## Jeux
Les cartouches Videopac possédaient toutes un numéro et leurs titres étaient traduits dans les langues des pays de commercialisation. Il n'était pas rare, surtout pour les premières cartouches à avoir été commercialisées que plusieurs jeux soient disponibles sur une cartouche. La sélection s'effectuait à l'aide du clavier intégré aux consoles.

## Émulation
Un émulateur open source est disponible pour la Videopac et l'Odyssey², il est appelé O2EM. O2EM a été conçu à l'origine par Daniel Boris en 1997. Des versions plus récentes développées incluent l'émulation des versions + (Videopac+ et Jopac) en plus d'un certain nombre d'améliorations. L'émulateur fonctionne sous Linux, Microsoft Windows, DOS et d'autres plateformes (BeOS).